# Woodsia ilvensis
Woodsia ilvensis là một loài thực vật có mạch trong họ Woodsiaceae. Loài này được (L.) R. Br. miêu tả khoa học đầu tiên năm 1815.

## Hình ảnh

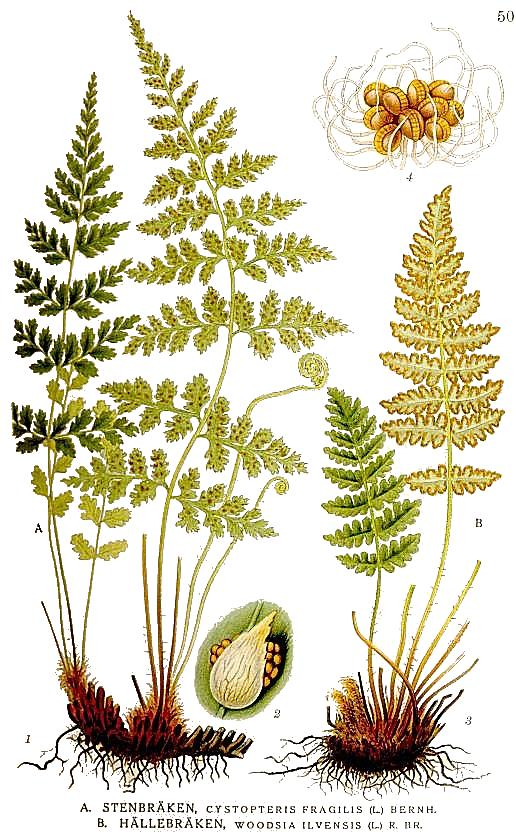
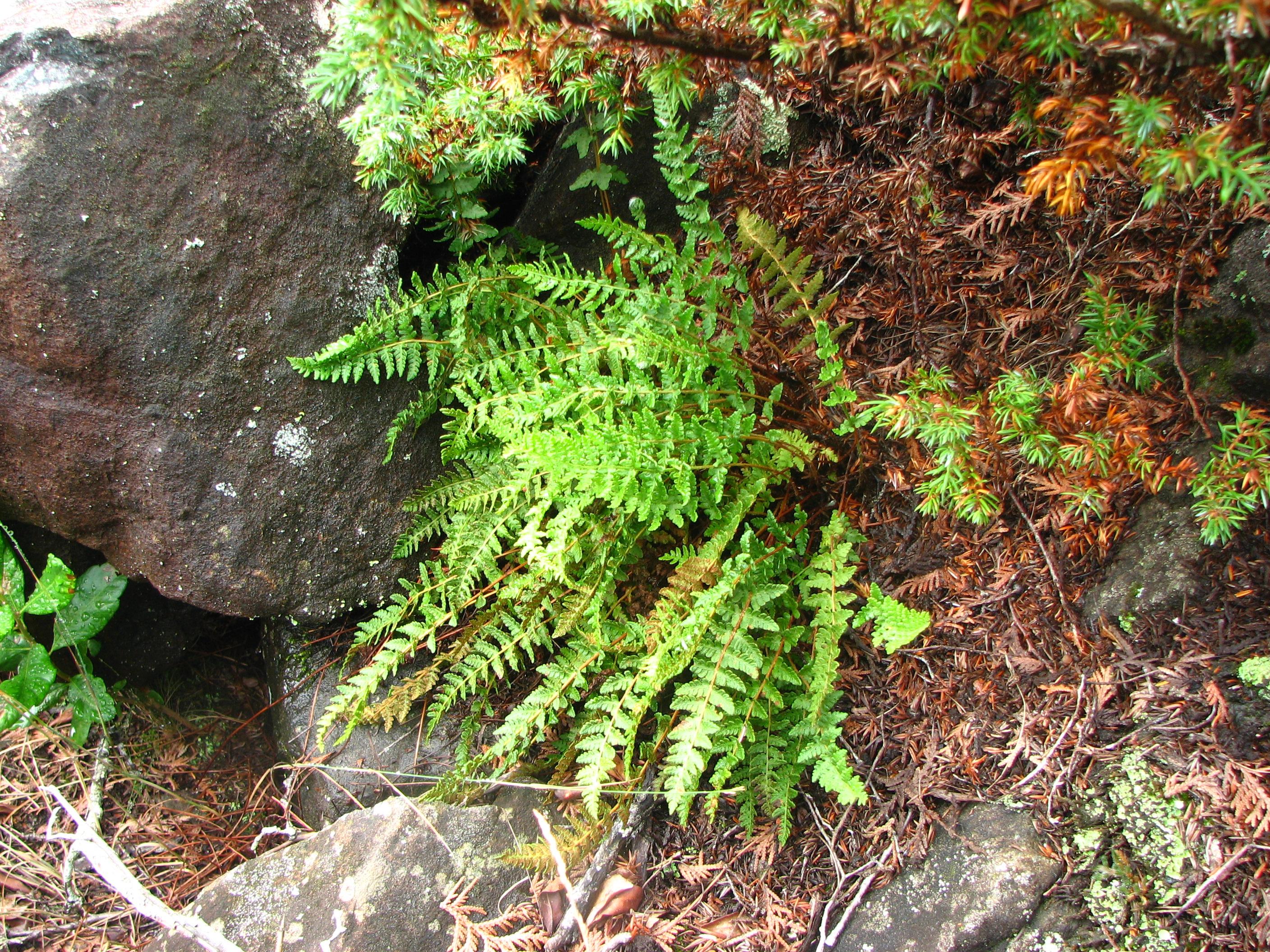
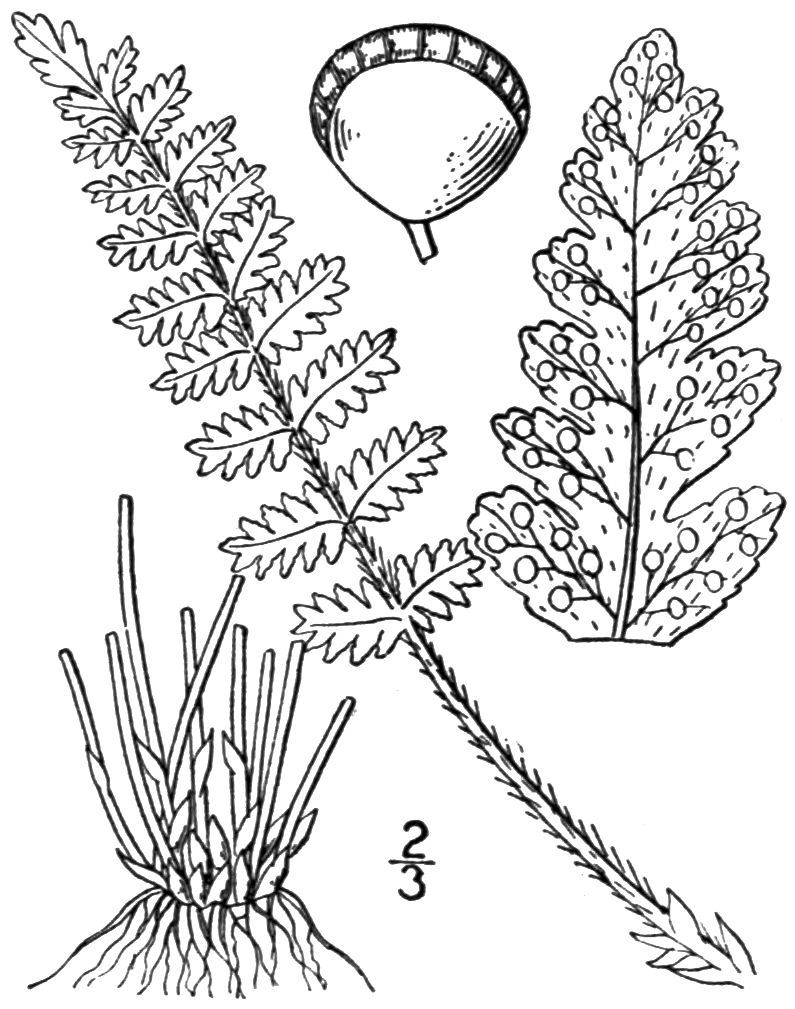
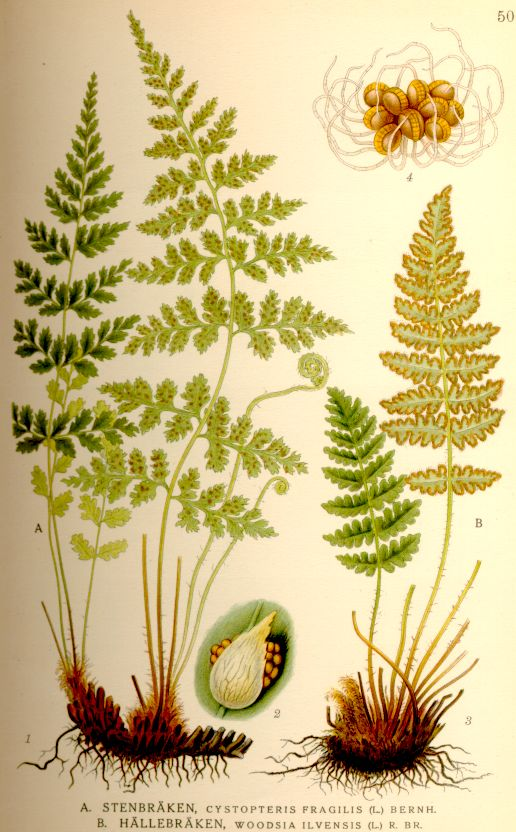